# Sonamos, pese a todo
Sonamos, pese a todo es el primer álbum de la agrupación argentina Les Luthiers, editado en septiembre de 1971 por la compañía discográfica Trova.
La grabación se efectuó entre el 19 de noviembre hasta el 1 de diciembre de 1970, insumió 28 horas, y fue realizada en las instalaciones de los Estudios ION, de la ciudad de Buenos Aires.
Los textos del disco estuvieron a cargo de Marcos Mundstock, mientras que la dirección musical estuvo a cargo de Carlos Núñez Cortés. 
Además de los siete componentes de Les Luthiers que formaban parte del grupo por aquel entonces (Gerardo Masana, Mundstock, Daniel Rabinovich, Núñez Cortés, Jorge Maronna, Carlos López Puccio y Rubén Verna, estos dos últimos en calidad de invitados), se le sumaron un número de 20 músicos, más un coro de 30 personas.

## Lista de canciones
Lado A
1. Presentación
2. El Alegre Cazador que Vuelve a su Casa con un Fuerte Dolor Acá (scherzo concertante, 1966)
3. Conozca el Interior (chacarera del ácido lisérgico, 1967)
4. El Polen Ya se Esparce por el Aire (canción levemente obscena, 1969)
5. Cantata de la Planificación Familiar (cantata, 1971*)
6. Concerto Grosso alla Rústica (concerto grosso, 1971*)

Lado B
1. Quinteto de Vientos (quinteto de vientos, 1971)
2. Oí Gadóñaya (canción de los barqueros del Vólgota, 1969)
3. Epopeya de Edipo de Tebas (cantar bastante de gesta, 1971*)
4. Candonga de los Colectiveros (candombe-milonga, 1969)
5. Teorema de Thales (divertimento matemático, 1967)
6. Gloria Hosanna, That's the Question (noménclator sacro-polifónico, 1969)

## Otros detalles
- El Concerto Grosso alla Rústica se grabó discográficamente antes de ser representada en vivo. Se representó en vivo un año después de ser grabada, en el Recital Sinfónco '72 (1972).